# Прапор Комарна (Львівська область)
Прапор Комарна — офіційний символ міста Комарно, затверджений 21 лютого 1997 року сесією Комарнівської міської ради. 
Автор — Андрій Гречило.

## Опис
Квадратне полотнище, на синьому фоні жовта літера «К», під нею — жовтий лапчастий хрестик; по периметру йде жовта лиштва (завширшки в 1/10 сторони прапора). 

## Зміст
Сигль «К» із хрестом уживався на гербі міста на печатках ХVІ ст. Ймовірно, що символи відображали географічне розташування Комарна на «крижовому гостинці».